# Andromeda Heights
Andromeda Heights è il sesto album del gruppo musicale britannico Prefab Sprout, pubblicato dall'etichetta Kitchenware nel 1997.
Fu prodotto da Paddy McAloon.

## Tracce
Testi e musiche di Paddy McAloon.
1. Electric Guitars – 3:41
2. Prisoner of the Past – 5:01
3. The Mystery of Love – 4:37
4. Life's a Miracle – 3:44
5. Anne Marie – 4:35
6. Whoever You Are – 2:47
7. Steal Your Thunder – 3:41
8. Avenue of Stars – 3:59
9. Swans – 2:36
10. The Fifth Horseman – 4:42
11. Weightless – 3:36
12. Andromeda Heights – 4:03